# Wassili Rodionowitsch Us
Wassili Rodionowitsch Us († 1671 in Astrachan; russisch Василий Родионович Ус) war ein Donkosake. Er nahm als Ataman am Russisch-Polnischen Krieg teil, führte den Kosakenaufstand im Jahr 1666 an und gehörte anschließend zu den Anführern des niedergeschlagenen Aufstandes 1670–1671 unter Leitung von Stenka Rasin. Er starb im Sommer 1671 in Astrachan an einer schweren Hautkrankheit.

„Der ideale Zweck der sozialen Gleichheit war in der von Wassili Us in Astrachan nach der Abreise Stenka Rasins organisierten Kosaken-Gesellschaft unvergleichlich besser verwirklicht als in den Phalansterien Fouriers, den Anstalten Cabets, Louis Blancs und anderer sozialistischer Gelehrten (!), besser als in den Assoziationen Tschernyschewskis.“